# Guimba (Burkina Faso)
Pour les articles homonymes, voir Guimba.
Guimba est une commune rurale située dans le département de Bokin de la province du Passoré dans la région Nord au Burkina Faso.

## Histoire
Au début des années 2000, la localité a reçu une aide importante de l'association WaterAid et de l'ONG Sahel Solidarité pour le forage de puits et d'accès à l'eau potable.

## Santé et éducation
Le centre de soins le plus proche de Guimba est le centre de santé et de promotion sociale (CSPS) de Séguédin tandis que le centre médical avec antenne chirurgicale (CMA) de la province se trouve à Yako.